# ألكوسيرو دي مولا
بلدية القُصَير أو (نقحرة: الكوكيرو دي مولا) (بالإسبانية: Alcocero de Mola)، هي إحدى بلديات مقاطعة برغش، التي تقع في منطقة قشتالة وليون، والتي تقع في شمال غرب إسبانيا.
يبلغ عدد سكانها 52 نسمة وفقاً لإحصائية سنة (2002).